# Слатководне рибе у Србији
|  |  |  |  |  |  |  |  |  |  |  |  |  |  |  |  |  |  |  |  |  |  |  |  |  |  |  |  |  |  |

## А
- Амур бели (лат. Ctenopharyngodon idella), Valenciennes, 1844, Фамилија: Cyprinidae

## Б
- Бабушка (риба) (лат. Carassius gibelio), Bloch, 1782, фамилија: Cyprinidae
- Балавац (лат. Gymnocephalus cernuus,Acerina cernua), Linnaeus, 1758, Фамилија: Percidae
- Балавац пругасти (лат. Acerina schraetser), Linnaeus, 1758, Фамилија: Percidae
- Бандар (лат. Perca fluviatilis) Linnaeus, 1758, Фамилија: Percidae
- Бас (риба) (лат. Micropterus salomoides), Lacepède, 1802 Фамилија: Centrarchidae
- Белица (лат. Leucaspius delineatus), Heckel, 1843, Фамилија: Cyprinidae
- Белица плотица (лат. Rutilus pigus virgo), Lacepède, 1803 Фамилија: Cyprinidae
- Бодорка (лат. Rutilus rutilus carpathorosicus), Linnaeus, 1758, Фамилија: Cyprinidae
- Болен (лат. Aspius aspius), Linnaeus, 1758 Фамилија: Cyprinidae
- Бркица (лат. Noemacheilus barbatulus), Linnaeus, 1758 Фамилија: Cyprinidae
- Буцов (лат. Chalcalburnus chalcoides), Güldenstädt, 1772 Фамилија: Cyprinidae

## В
- Вијун (лат. Cobitis taenia), Linnaeus, 1758, Фамилија: Cobitidae
- Вретенар велики (лат. Zingel balcanicus), Karaman, 1936, Фамилија: Percidae
- Вретенар мали (лат. Zingel streber), Siebold, 1863, Фамилија: Percidae

## Д
- Деверика (лат. Abramis brama), Linnaeus, 1758, Фамилија: Cyprinidae
- Деверика црноока (лат. Abramis sapa), Pallas P.S., 1814 Фамилија: Cyprinidae

## З
- Златовчица језерска, Linnaeus, 1758, Фамилија: Salmonidae
- Златовчица поточна (лат. Salvelinus fontinalis), Mitchill, 1814, Фамилија: Salmonidae

## Ј
- Јегуља (лат. Anguilla anguilla), Linnaeus, 1758, Фамилија: Cyprinidae
- Јаз, Linnaeus, 1758, Фамилија: Cyprinidae

## К
- Караш (лат. Carassius carassius), Linnaeus, 1758, Фамилија: Cyprinidae
- Караш златни (лат. Carassius auratus), Linnaeus, 1758, Фамилија: Cyprinidae
- Кечига дугоноса (лат. Acipenser ruthenus), Linnaeus, 1758, Фамилија: Acipenseridae
- Кечига кратконоса (лат. Acipenser nudiventris, Lovetsky, 1828, Фамилија: Acipenseridae
- Кедер (лат. Alburnus alburnus), Linnaeus, 1758, Фамилија: Cyprinidae
- Клен, Linnaeus, 1758, Фамилија: Cyprinidae
- Кленић (лат. Leuciscus leuciscus), Linnaeus, 1758 Фамилија:Cyprinidae
- Крупатица (лат. Blicca bjorkna), Linnaeus, 1758, Фамилија: Cyprinidae
- Кркуша (лат. Gobio gobio), Linnaeus, 1758, Фамилија: Cyprinidae

## Л
- Лињак (лат. Tinca tinca), Linnaeus, 1758 Фамилија:Cyprinidae
- Липљен (лат. Thymallus thymallus), Linnaeus, 1758 Фамилија: Salmonidae

## М
- Манић (лат. Lota lota), Linnaeus, 1758 Фамилија: Lotidae
- Младица (лат. Hucho hucho), Linnaeus, 1758 Фамилија: Salmonidae
- Моруна (лат. Huso huso), Linnaeus, 1758 Фамилија: Acipenseridae
- Мрена (лат. Barbus barbus), Linnaeus, 1758 Фамилија:Cyprinidae
- Мрена поточна, Linnaeus, 1758 Фамилија:Cyprinidae

## Н
- Носара (лат. Vimba vimba), Linnaeus, 1758, Фамилија: Cobitidae

## П
- Пастрмка поточна, Linnaeus, 1758, Фамилија: Salmonidae
- Пастрмка језерска, Linnaeus, 1758, Фамилија: Salmonidae
- Пастрмка охридска (лат. Salmo letnica), Karaman, 1924, Фамилија: Salmonidae
- Пастрмка главатица
- Пастрмка калифорнијска (лат. Parasalmo gairdneri), Richardson, 1836, Фамилија: Salmonidae
- Пастрмка мекоусна (лат. Salmothymus obtusirostris), Heckel 1851
- Пеш, Linnaeus, 1758, Фамилија: Cottidae

- Пијор (лат. Phoxinus phoxinus), Linnaeus, 1758, Фамилија: Cyprinidae
- Пуцавац (лат. Rhodeus sericeus amarus), Bloch, 1782, Фамилија: Cyprinidae

## С
- Сабљарка (лат. Pelecus cultratus), Linnaeus, 1758, Фамилија: Cyprinidae
- Скобаљ (лат. Chondrostoma nasus), Linnaeus, 1758, Фамилија: Cyprinidae
- Смуђ, Linnaeus, 1758, Фамилија: Percidae
- Смуђ камењар (лат. Stizostedion volgensis), Linnaeus, 1758, Фамилија: Percidae
- Сом, Linnaeus, 1758, Фамилија: Siluridae
- Сунчаница (лат. Lepomis gibbosus), Linnaeus, 1758, Фамилија: Centrarchidae

## Т
- Терпан (лат. Amiurus nebulosus), Lesueur 1819 Фамилија: Ictaluridae
- Толстолобик бели (лат. Hypophthalmichthys molitrix), Richardson, 1845 Фамилија: Cyprinidae
- Толстолобик сиви (лат. Hypophthalmichthus nobilis), Richardson, 1845 Фамилија: Cyprinidae

## У
- Умбра (лат. Umbra krameri), Walbaum, 1792, Фамилија: Umbridae

## Ц
- Црвенперка (лат. Scardinius erythrophthalmus), Linnaeus, 1758, Фамилија: Cyprinidae

## Ч
- Чиков (лат. Misgurnus fossilis), Linnaeus, 1758, Фамилија: Cobitidae

## Ш
- Шпицер (лат. Abramis ballerus), Linnaeus, 1758, Фамилија: Cyprinidae
- Шаран (лат. Cyprinus carpio), Linnaeus, 1758, Фамилија: Cyprinidae
- Штука (лат. Esox lucius), Linnaeus, 1758, Фамилија: Esocidae